# مفلوک‌سران
مفلوک‌سران (نام علمی: Tapinocephalidae) نام یک تیره از راسته ددکاوان است.